# چوی یون سو
چوی یون سو (انگلیسی: Choi Yoon-so؛ زادهٔ ۲۹ نوامبر ۱۹۸۴) یک هنرپیشه اهل کره جنوبی است.